# Off the Lock
OFF THE LOCK – drugi album studyjny japońskiego zespołu B’z, wydany 21 maja 1989 roku. Album osiągnął 33 pozycję w rankingu Oricon i pozostał na liście przez 126 tygodni, sprzedał się w nakładzie 604 700 egzemplarzy. Album zdobył status podwójnej platynowej płyty.

## Lista utworów
Wszystkie utwory zostały napisane i skomponowane przez Kōshi Inabę i Takahiro Matsumoto.
| Nr  | Tytuł                                              | Czas |
| --- | -------------------------------------------------- | ---- |
| 1.  | „Kimi no naka de odoritai” (jap. 君の中で踊りたい) | 3:45 |
| 2.  | „HURRY UP!”                                        | 3:49 |
| 3.  | „NEVER LET YOU GO”                                 | 5:41 |
| 4.  | „SAFETY LOVE”                                      | 4:11 |
| 5.  | „GUITAR KIDS RHAPSODY”                             | 4:44 |
| 6.  | „Yoru ni furaretemo” (jap. 夜にふられても)         | 3:56 |
| 7.  | „LOVING ALL NIGHT”                                 | 5:22 |
| 8.  | „OH! GIRL”                                         | 4:11 |
| 9.  | „ROSY”                                             | 4:57 |
| 10. | „OFF THE LOCK”                                     | 1:21 |